# Monika Šimůnková
Monika Šimůnková (* 25. prosince 1972 Praha) je česká právnička, od února 2011 do října 2013 zmocněnkyně vlády pro lidská práva a od prosince 2019 do srpna 2022 zástupkyně veřejného ochránce práv.

## Život
V letech 1987 až 1991 navštěvovala Gymnázium v Korunní ulici v Praze 2. Následně v letech 1991 až 1999 vystudovala Právnickou fakultu Univerzity Karlovy v Praze (získala titul Mgr.). V rámci studia absolvovala roční stipendijní pobyt na univerzitě v německém Pasově.
V roce 2002 úspěšně složila advokátní zkoušku a působila v řadě právních kanceláří. V letech 2004 až 2010 pracovala jako právnička a zástupkyně ředitelky Nadace Naše dítě zaměřené na ochranu dětských práv. V nadaci iniciovala vznik bezplatné Linky právní pomoci. V minulosti byla členkou panelu odborníků ministerstva práce a sociálních věcí pro problematiku mezinárodních únosů dětí. Byla vedoucí projektu Internet Hotline, první české internetové horké linky pro boj s dětskou pornografií a pro bezpečnější internet. Jako odbornice na právní ochranu dětí se zabývala mimo jiné mezinárodními kauzami únosů dětí jedním z rodičů či nebezpečím zneužívání dětí prostřednictvím internetu.

## Politické působení
V únoru 2011 ji vláda Petra Nečase jmenovala svou zmocněnkyní pro lidská práva. Dne 17. října 2013 rezignovala na post vládní zmocněnkyně pro lidská práva poté, co byla odvolána z funkce ředitelky Sekce pro lidská práva Úřadu vlády, neboť vláda Jiřího Rusnoka dle jejího názoru tuto tematiku zanedbávala.
Dne 27. listopadu 2019 byla poslaneckou sněmovnou zvolena na místo zástupkyně veřejného ochránce práv. Do funkce byla nominována jak Senátem, tak i prezidentem Milošem Zemanem. Získala 89 hlasů, když její protikandidátka Lenka Marečková obdržela 29 hlasů. Úřadu zástupkyně veřejného ochránce práv se ujala dne 4. prosince 2019, kdy složila slib do rukou předsedy Poslanecké sněmovny PČR Radka Vondráčka. Ve funkci tak vystřídala Stanislava Křečka. Od července 2022 jí veřejný ochránce práv Stanislav Křeček odebral všechny agendy. Tento krok odůvodnil tím, že její práci provází lidské i manažerské komplikace. Šimůnková se chce proti postupu ombudsmana bránit. Dne 17. srpna 2022 Šimůnková oznámila, že ke konci srpna rezignuje na funkci zástupkyně ombudsmana s odůvodněním, že se s ombudsmanem rozchází v názorech a nejsou schopni efektivně spolupracovat.